# Brandbekämpfungsturbine
Eine Brandbekämpfungsturbine (auch Brandlöschturbine) ist eine Einrichtung, die zum Löschen von Bränden verwendet wird. Hierbei wird mittels spezieller Düsen ein Luftstrom erzeugt. Das eingesetzte Wasser wird zu einem Nebel zerstäubt und über das Brandobjekt verteilt.

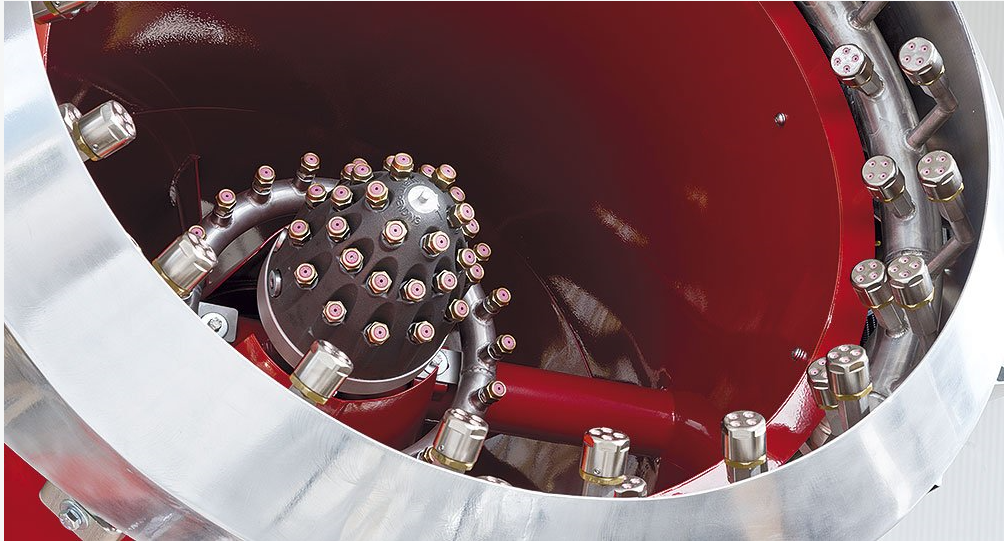
Düsen einer Brandbekämpfungsturbine

## Technologie
Eine Brandbekämpfungsturbine ist mit einem Düsenkranz versehen, der Wasser bzw. Löschschaum zu feinen Aerosolen zerstäubt. Dieses Wasser- oder Wasser-Schaum-Aerosol wird mittels Propeller verteilt. Die dabei entstehenden Tropfen bilden eine große Wasseroberfläche und damit eine größere Wärmetransportoberfläche. Der feine Nebel hat eine geringere Sedimentationsgeschwindigkeit, so kann dieser länger in der Luft bleiben und den Brand besser eindämmen. Der feine Nebel schwebt durch den Raum und erreicht auch verdeckte Bereiche des Brandherdes. Aufgrund der Zerstäubung des Wassers wird die eingesetzte Wassermenge verringert. Das Wirkprinzip ist vergleichbar mit dem bei einem Turbolöscher.
Die Vermischung der feinen Wassertropfen mit den Rauch- und Rußpartikeln sorgt zudem dafür, dass diese zu Boden gebracht werden.

## Einsatzzweck
Brandeinsätze sind oft mit starker Rauch-, Ruß- und Hitzeentwicklung verbunden. Dies behindert nicht nur die Löscharbeiten, sondern stellt auch eine erhebliche Gefahr für Mitarbeiter, Anwohner und Rettungskräfte dar. Brandbekämpfungsturbinen erzeugen eine sehr hohe Kühlleistung und sind daher in der Lage, Brandobjekte schneller zu löschen. Einsatzgebiete von Brandbekämpfungsturbinen sind vor allem die chemische Industrie und Raffinerien, Tunnel- und U-Bahn-Schächte, Flughäfen und Recyclinganlagen.

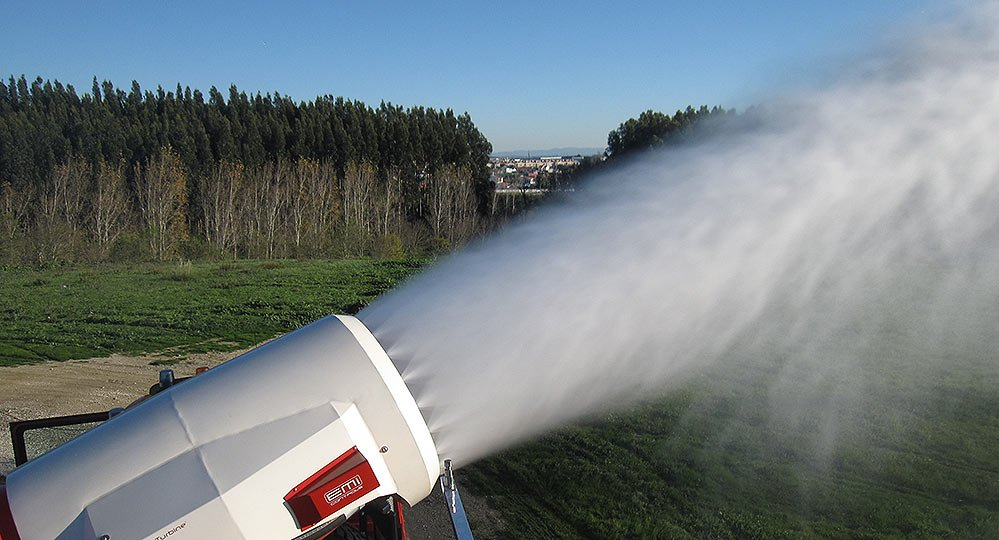
Brandlöschturbine im Einsatz

## Verwendung
Löschturbinen können zum abwehrenden Brandschutz mobil auf Fahrgestellen, wie auf Aufbauten von Löschfahrzeugen oder auf selbstfahrenden Raupenfahrgestellen aufgesetzt werden oder zum vorbeugenden Brandschutz als stationäre Anlagen in einer Halle installiert werden.
Mittels einer Fernsteuerung können Brandlöschturbinen bis zu einer Reichweite von 500 Metern bedient werden. Bei Feuerwehreinsätzen wird das Löschfahrzeug vorausgeschickt, die Löscheinheit folgt mit Sicherheitsabstand.